# Российская оккупация Николаевской области
Российская оккупация Николаевской области в ходе российско-украинской войны продолжается с 26 февраля 2022 года. Регион имел ключевое значение для российского командования — оккупация Николаева открыла бы дорогу к крупнейшему гражданскому порту Украины в Одессе. Это позволило бы России контролировать большинство экспортных маршрутов в Черноморском регионе. В случае оккупации Одессы российская армия смогла бы выйти и к Приднестровью для создания сухопутного коридора с Донбассом.
Однако на николаевском направлении Вооружённые силы Российской Федерации потерпели масштабное поражение. Несмотря на ожесточённые бои, продолжавшиеся в области в феврале-апреле 2022 года, армия России так и не смогла взять Николаев и Вознесенск. В марте российские войска были отброшены на юго-восток области, граничащей с Херсонской областью. Там они оккупировали ряд сёл и небольших поселений, включая Снигирёвку. Также в начале марта российская армия заняла Кинбурнский полуостров, контроль над которым позволил России контролировать значительную территорию морской акватории Чёрного моря, включая выходы из Херсонского и Николаевского портов. Бо́льшая часть Николаевской области была освобождена в ходе украинского контрнаступления в Херсонской области в ноябре 2022 года. На начало 2023 года оккупированным остаётся только Кинбурнский полуостров.
На контролируемых Россией территориях Николаевской области была сформирована оккупационная администрация. 30 сентября 2022 года Россия объявила об аннексии Херсонской области. По версии российской стороны, в состав аннексированных территорий также вошли Снигирёвский и Александровский муниципальные округа Николаевской области. Однако в начале ноября Россия почти полностью утратила контроль над оккупированной территорией региона.
Несмотря на отвод войск, российская армия продолжает регулярно обстреливать Николаевскую область, включая объекты гражданской и критической инфраструктуры. С февраля по декабрь 2022 года по всей территории региона было повреждено или разрушено более 12 тысяч зданий, погибло более 300 мирных жителей.

## Хроника оккупации

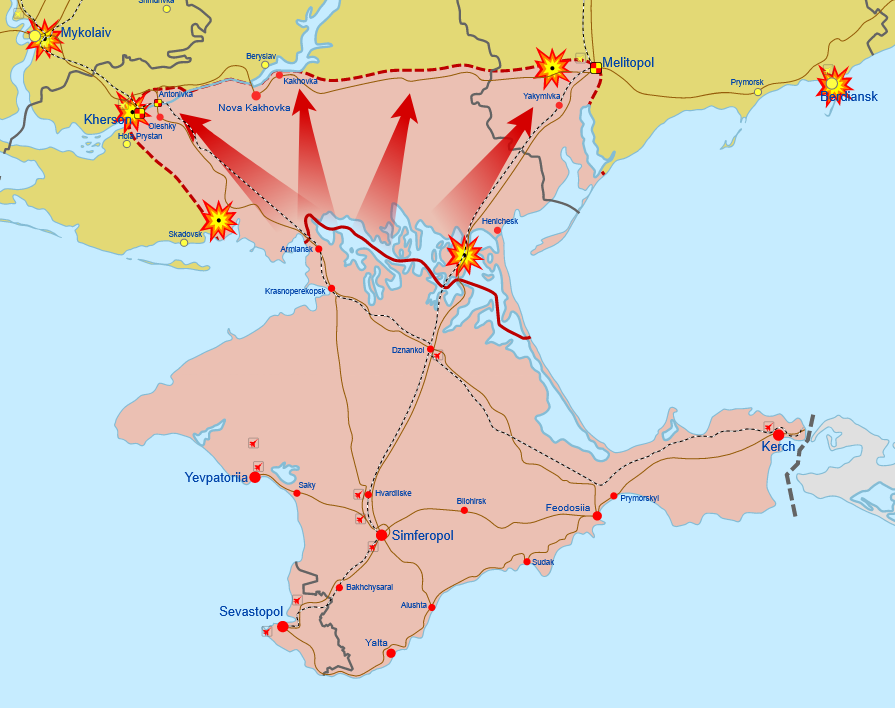
Карта наступления российских войск на Николаевскую область, 25 февраля 2022 года

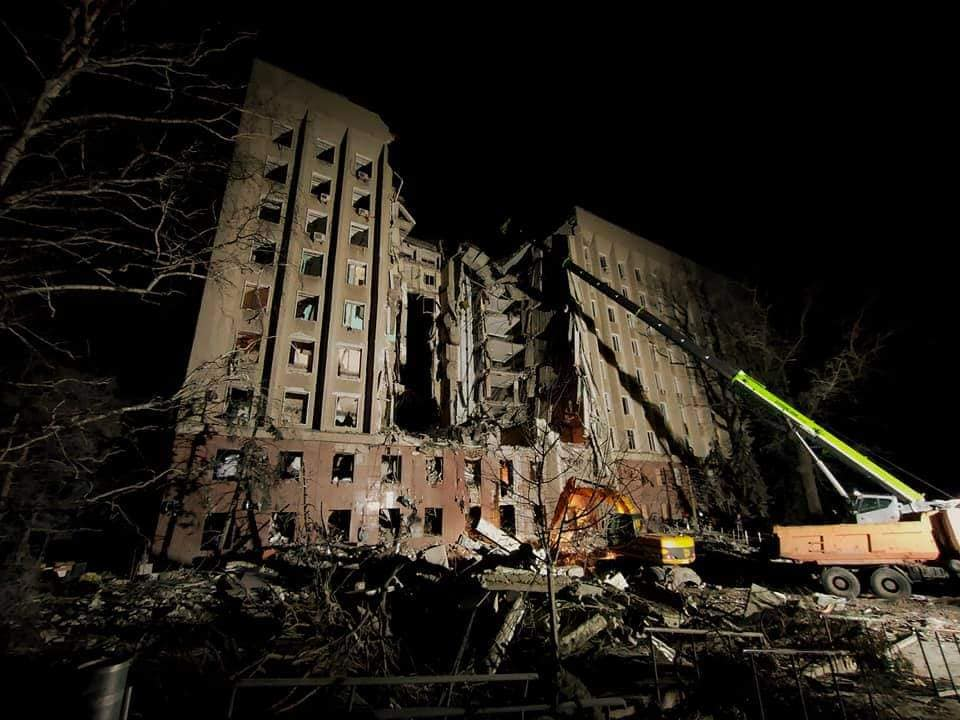
Здание Николаевской областной администрации после российского ракетного удара утром 29 марта 2022

В ходе российского вторжения на Украину оккупация Николаевской области являлась одной из ключевых целей российской армии. Административный центр региона, портовый город Николаев, является одним из крупнейших судостроительных центров Украины. Захват Николаева открыл бы российской армии дорогу к крупнейшему гражданскому порту Украины в Одессе. Это позволило бы России контролировать большинство экспортных маршрутов в Черноморском регионе. В случае оккупации Одессы армия РФ смогла бы выйти и к Приднестровью, что позволило бы создать непрерывный сухопутный коридор с Донбассом и полностью отрезать Украину от Чёрного моря. Активные военные действия на этом направлении и потенциальные угрозы вызвали серьёзное беспокойство о национальной безопасности у правительства Молдавии.
Обстрелы Николаевской области начались в первый день полномасштабного вторжения, 24 февраля. Сухопутное наступление осуществлялось крымскими подразделениями. Изначально выступившие со стороны Крыма российские солдаты захватили граничащий с Николаевской областью Херсон. Успешное наступление на Херсонскую область позволило армии РФ установить там плацдарм для дальнейшего наступления на Николаевскую область. После этого крымская группировка разделилась на три части — одна отправилась на восток, на мариупольское направление; вторая — в сторону Кривого Рога; а третья — на Одессу. Чтобы достичь порта Одессы, российской армии надо было пересечь полноводную реку Южный Буг, однако единственные подходящие для перехода мосты были расположены в Николаеве и Вознесенске.
Уже в первые дни войны российские войска смогли подойти к окраинам Николаева, однако захватить город так и не удалось благодаря сопротивлению Вооружённых сил Украины (ВСУ). Ожесточённые бои за город шли вплоть до 24 марта. Природный ландшафт затруднял наступление армии России — долина вокруг города полна извилистых рек, что значительно осложняло штурм города.
В начале марта отдельная группировка российских морских пехотинцев была отправлена на север области, к Вознесенску. Целью операции было захватить город, обеспечить доступ к Южно-Украинской АЭС и атаковать Одессу с тыла. Однако после двухдневного сражения, происходившего 2 и 3 марта, группировка армии РФ была остановлена силами ВСУ. The Wall Street Journal впоследствии назвал это одним из решающих поражений российской армии на первом этапе войны. Несмотря на первые неудачи, российские солдаты продолжили попытки взятия Николаева и Вознесенска. Отряды подкрепления подходили со стороны оккупированной Херсонской области. 25 марта, наряду с Бучей и Ирпенем, Николаеву был присвоен статус города-героя.
В течение первых недель войны российская армия смогла установить контроль над небольшими сёлами Николаевской области, в основном граничащие с Херсонской областью. Так, 1 марта военная техника армии РФ вошла в Баштанку (контроль над поселением вскоре был утрачен), а 19-го — в Снигирёвку. Также был оккупирован Кинбурнский полуостров, что позволило России контролировать значительную территорию акватории Чёрного моря и выходы из портов Херсона и Николаева.
17 марта силы ВСУ начали контрнаступление в Николаевской области и отбросили российские войска на 120 километров от Вознесенска и на 35 километров от Николаева, что сделало город недосягаемым для бо́льшей части российской артиллерии. 24 марта председатель Николаевской областной администрации Виталий Ким объявил, что российская армия отброшена к границам Николаевской и Херсонской областей.
В период с мая по сентябрь российские войска продолжали попытки наступления на Николаевскую область, сопровождая их артиллерийскими и ракетными удары по населённым пунктам. Чаще всего удары наносились кассетными боеприпасами. Однако все попытки захватить территории заканчивались неудачей, и на начало августа Россия контролировала только 5 % территорий региона. 22 августа российской армии удалось взять село Благодатное, примерно в 35 км от Николаева.

## Попытки аннексии
В апреле стало известно, что Россия планирует присоединить оккупированный город Снигирёвку к территории Крыма, о чём сообщала пресс-служба Главного управления Генштаба российской армии. Тогда же стало известно и о планируемом референдуме — жителей города стали призывать самостоятельно приходить на избирательные участки для регистрации.
В августе в оккупированной части Снигирёвского района была создана Военно-гражданская администрация, которую возглавил местный активист Юрий Барбашов. 13 августа он сообщил, что в Снигирёвке и соседнем селе Александровка пройдёт референдум о присоединении к Российской Федерации. 20 сентября Военно-гражданская администрация Херсонской области выпустила указ о присоединении территории созданных Александровского и Снигирёвского муниципальных округов Николаевской области. С 23 по 27 сентября в оккупированных поселениях прошли «референдумы», против которых протестовали местные жители. Согласно Виталию Киму, в «референдуме» приняло участие только 30 жителей поселения. 30 сентября Российская Федерация объявила об официальном присоединении Херсонской области, при этом Снигирёвский и Александровский округа также вошли в её состав.

## Деоккупация

Карта контрнаступления украинских сил на юге страны, осень 2022 года

Бо́льшая часть Николаевской области была освобождена в ходе контрнаступления ВСУ в Николаевской и Херсонской областях осенью 2022 года. 11 ноября была освобождена Снигирёвка. По словам Виталия Кима, единственной оккупированной территорией Николаевской области остался Кинбурнский полуостров. По состоянию на начало января 2023 года операция по деоккупации полуострова продолжается.
После успешного контрнаступления ВСУ армия РФ начала тактику массированных обстрелов критической гражданской инфраструктуры Украины. Продолжились масштабные обстрелы Николаева. По этой причине в ноябре Украина инициировала эвакуацию мирных жителей с недавно освобождённых территорий области.

## Жизнь населения

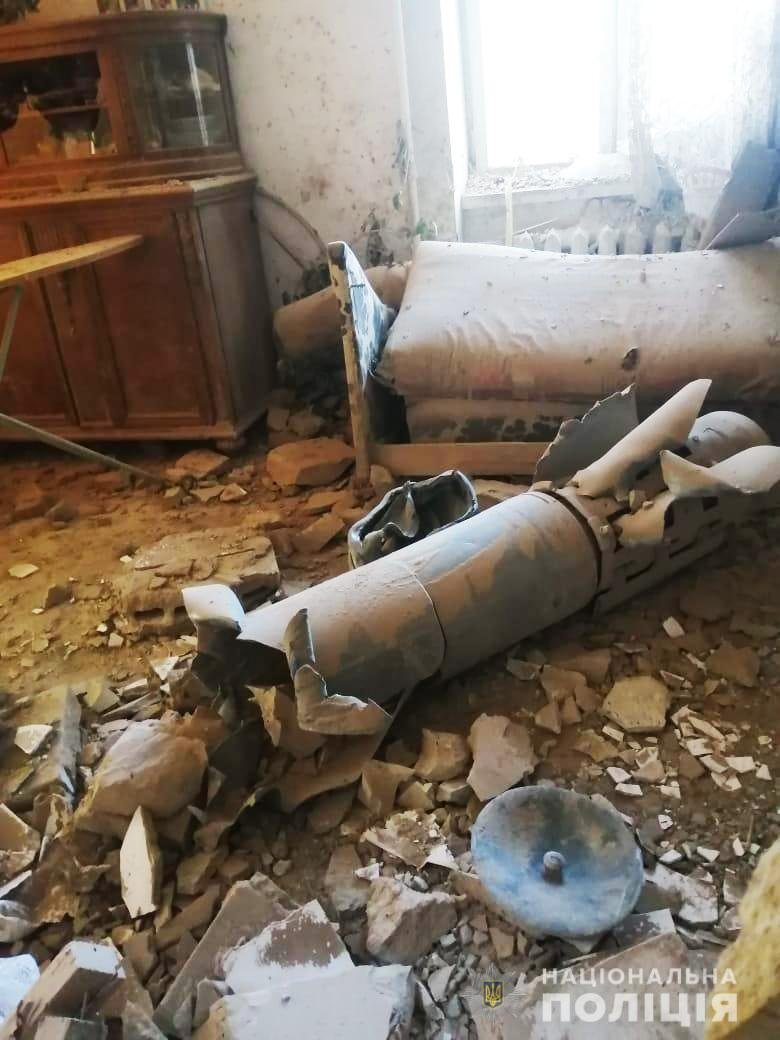
Последствия утреннего российского обстрела Николаева 12 июля 2022 года

С конца февраля жители Николаевской области жили под постоянными обстрелами, совершаемыми российской армией. В ряде поселений рядом с Херсонской областью не было мобильной связи. Под постоянными ударами оказывались объекты гражданской и критической инфраструктуры, жилые дома, университеты, больницы, школы, общественные здания. Некоторые сёла области, например, Максимовка, в ходе военных действий были практически полностью разрушены. Находящиеся под постоянными обстрелами люди были вынуждены прятаться в подвалах, а еду готовить на костре. В ряде поселений был продовольственный кризис, сопровождающийся случаями мародёрства со стороны российских солдат. Военные действия привели и к многочисленной волне миграции — только Николаев весной покинуло около 250 000 человек, что составило около половины населения города.
Они врывались во все магазины и аптеки. В одной школе был импровизированный бункер, туда ходили люди с маленькими детьми. А русские вынесли все из магазинов и оказали им якобы помощь. Мы ничего не брали, но были люди, которые брали», — вспоминает Раиса.Свидетельства жительницы Снегирёвки
Русские стояли на позициях с танками и БТРами, а чеченцы слонялись по селу, как будто они местная полиция, и воровали. Как только человек уезжал, они приходили и грабили его дом. Они все несли: холодильники, унитазы, стиральные машины. Полное беззаконие, избивали тех, кто им не нравился. К пожилым людям относились хорошо, а молодых били очень сильно. Получали удовольствие от процесса. Вот такой он, русский мир. Слава богу, мы вас дождались, ребята.Свидетельства жителя села Новопетровское после отхода российских войск
12 апреля российские солдаты взорвали водопровод, по которому в Николаев поступала питьевая вода из Днепра. Местные власти переподключили городскую систему водоснабжения к реке Южный Буг, однако из-за близости к Чёрному морю вода в реке может быть использована только для технических целей — она содержит слишком высокую концентрацию соли и загрязнена промышленными стоками. С того времени жители вынуждены набирать чистую воду из автоцистерн и точек водораспределения, организованных совместными усилиями городской администрации и Международным комитетом Красного Креста.
Мирные жители активно сопротивлялись российской оккупации. Так, 1 марта чиновники и депутаты Баштанки вышли на улицы вместе с участниками территориальной обороны ВСУ, обстреливали колонны с российской техникой. Действия местного населения поддерживала авиация украинской армии. После боя город на две недели остался без водоснабжения, света и газа.
После деоккупации в Снигирёвке были найдены российские тайники со взрывчаткой и боеприпасами, размещённые в социальных объектах, в том числе в больницах и школах. Также в ряде поселений были обнаружены пыточные комнаты. В той же Снигирёвке российские военные оборудовали пыточную в районном отделении полиции, потом её разместили в снегиревском ресторане. В селе Александровка пыточная разместилась в одном из частных домов, где истязали местных жителей, отказавшихся сотрудничать с оккупационными силами. По данным СБУ, у заточённых пытались выпытать адреса «участников движения сопротивления». Пленных душили полиэтиленовыми пакетами, били тяжелыми предметами и применяли электрошокер.

## Коллаборационизм
В Николаевской области был арестован ряд людей по подозрению в коллаборационизме с российской армией. 27 июня Служба безопасности Украины задержала бывшего депутата Николаевского городского совета, предположительного работающего на российские спецслужбы. Согласно материалам дела, мужчина занимался подготовкой документального, правового и общественно-политического обоснования для создания Николаевской народной республикой (ННР), которая по аналогии с ДНР и ЛНР должна была объявить о независимости и впоследствии провести референдум о вхождении в состав России.
В июле Виталий Ким сообщил о введении в Николаеве комендантского часа, во время которого в городе будут проводить поиски наводчиков и коллаборантов. В августе бывший руководитель обороны Николаева генерал Дмитрий Марченко сообщил, что за это время в городе было задержано 400 человек, подозреваемых в сотрудничестве с российскими оккупантами.
В июле руководитель Николаевской областной прокуратуры заочно сообщил о подозрении в коллаборационной деятельности депутата Баштанского районного совета Татьяны Мезиной. Её обвинили в осуществлении информационной деятельности, направленной на поддержку России и её вооруженных формирований, в обеспечении российских солдат жильём и продуктами питания, а также в участии в оккупационной администрации поселения. Подобные обвинения были выдвинуты и против бывшего мэра Снигирёвки Александра Ларченко, вместе с которым Мезина участвовала в подготовке референдумов за присоединение к Крыму весной 2022 года. Также Ларченко занимал должность «замглавы военно-гражданской администрации» оккупированной территории. Было возбуждено дело и против Юрия Барбашова — «главы» оккупационной администрации Снигирёвского района.
В августе Служба безопасности Украины задержала двух человек в Николаевской области по подозрению в сотрудничестве с российской разведкой. Им было предъявлено обвинение в передаче данных для российских ракетных ударов, которые разрушили судостроительную инфраструктуру в Николаеве.
В ноябре правоохранительные органы Украины задержали трёх жителей Баштанского района, принимавших участие в работе оккупационной администрации. 6 декабря прокуратура Николаевской области вручила ноту о подозрении в коллаборации жительнице Снигиревского района, которая во время российской оккупации возглавляла так называемый «Отдел жилищно-коммунального хозяйства военно-гражданской администрации Снигирёвского района». Согласно данным следствия, 69-летняя женщина добровольно согласилась на сотрудничество с государством-агрессором.

## Последствия

### Разрушения

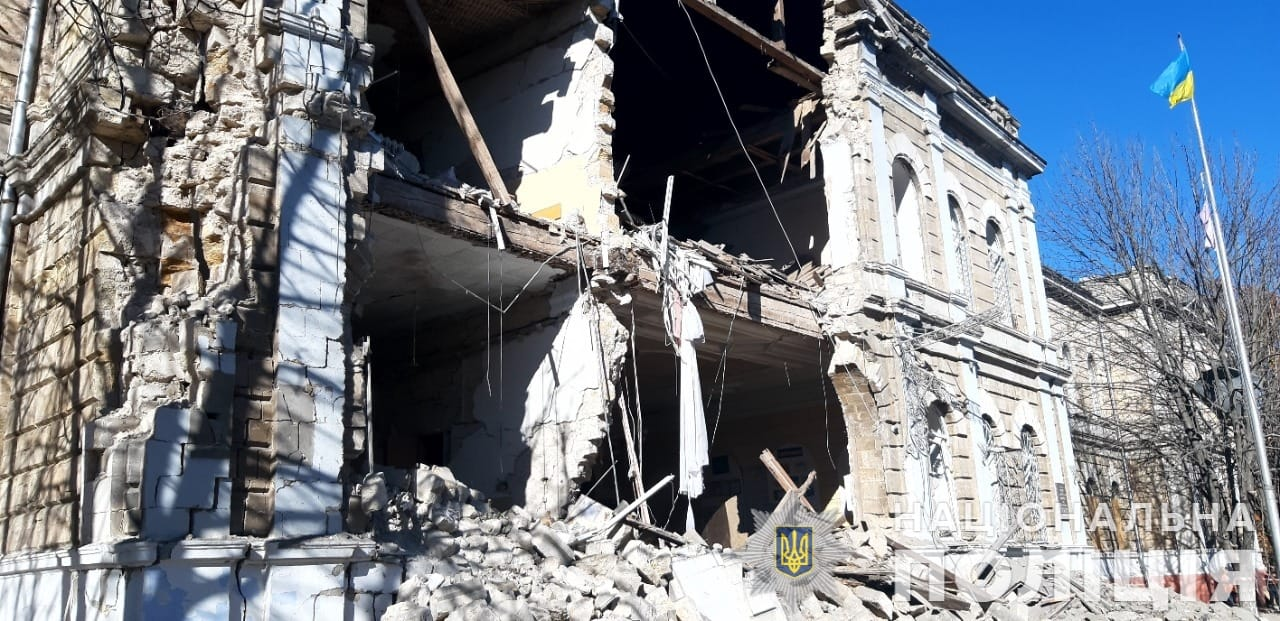
Первая украинская гимназия имени Николая Аркаса после обстрела 1 ноября 2022 года

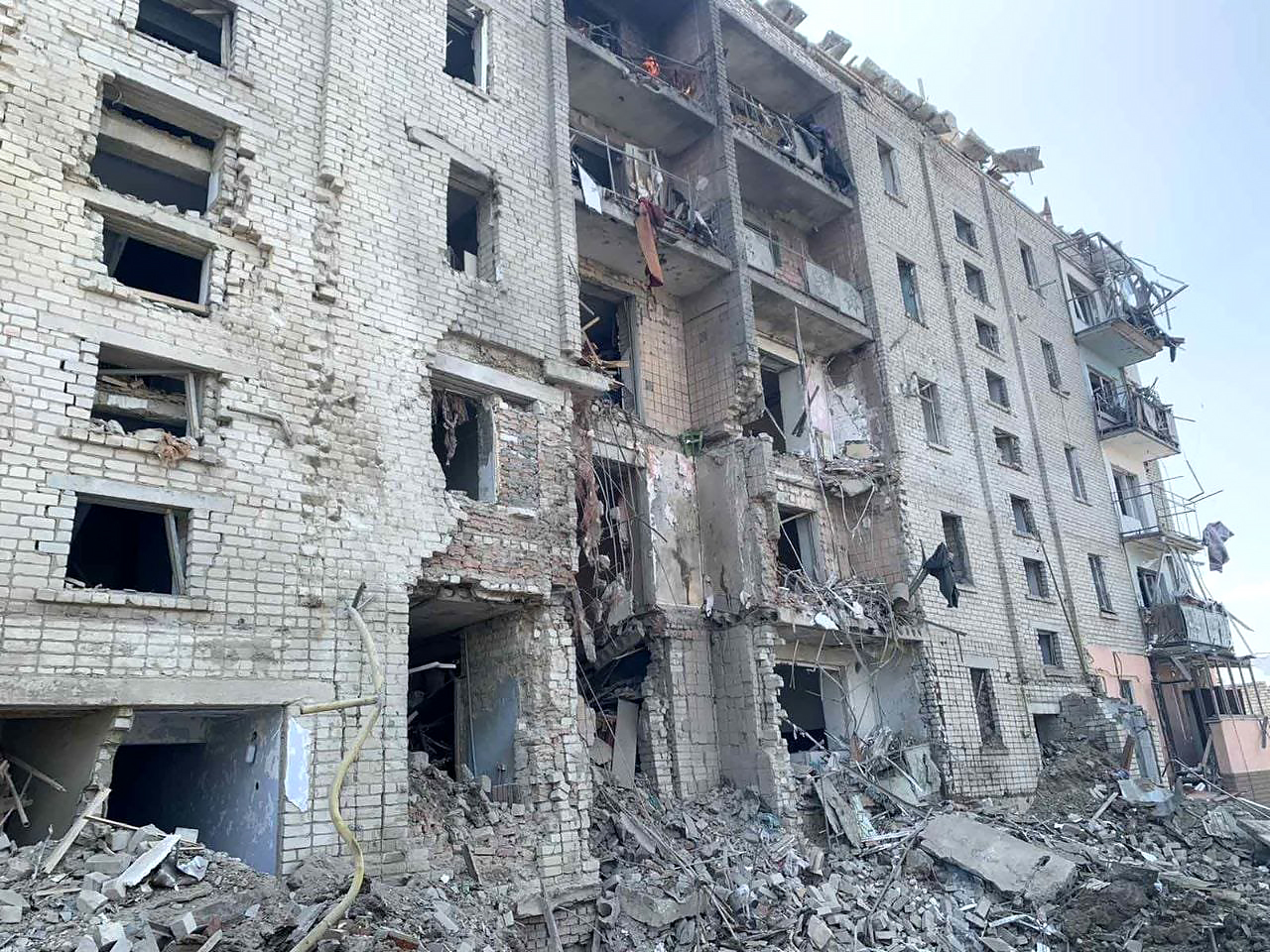
Разрушения в Вознесенске после российского обстрела 20 августа 2022 года

Начиная с февраля 2022 года Россия активно обстреливает и систематически наносит ущерб объектам гражданской и жилой инфраструктуры Николаевской области. По состоянию на октябрь, по всему региону было повреждено или разрушено более 12 тысяч зданий, включая многоквартирные жилые дома, коммунальные учреждения, объекты культуры — например, Николаевский драматический театр. Зачастую удары наносят кассетными снарядами и малоточными ракетами, которые вызывают наиболее масштабные разрушения при попадании в жилые дома. В июне местные власти Николаева оценили нанесённые коммунальным учреждениям города ущерб в 488 млн гривен. По состоянию на декабрь только в Николаеве ракетными обстрелами разрушены или повреждены 874 многоквартирных и 1070 частных жилых домов. Из них 30 многоквартирных и 70 частных построек разрушены до основания и восстановлению не подлежат. Опасности подвергалась и Южно-Украинская АЭС — во время атаки 19 сентября российский снаряд упал в 300 метрах от станции.
После деоккупации в ноябре 2022 года на территории Николаевской области начались работы по восстановлению инфраструктуры. На 9 сентября в регионе было отремонтировано 1,6 тысяч объектов. В ноябре стало известно, что правительство Дании взяло на себя обязательство помочь Украине в послевоенном восстановлении Николаева. При этом ремонт городской системы водоснабжения Николаева, повреждённой российскими войсками в апреле, оценивается в 100 млн долларов.

### Жертвы
Только за первые три недели войны в Николаеве погибло более 100 человек, из них 40 — мирных жителей. На 24 июня потери составляли 111 человек, один из них — ребенок. 502 человека были ранены, из них — 6 детей. По всей области по состоянию на июнь погибло более 300 человек.
Многие мирные жители погибали из-за обстрелов жилой и гражданской инфраструктуры. Так, 29 марта, ракета ударила по зданию Николаевской областной администрации, разрушив её центральную часть. Погибли 37 сотрудников, не менее 33 получили ранения. В ночь на 11 ноября был совершен обстрел Николаева, одна из ракет попала в многоэтажный жилой дом. Из-под завалов извлекли тела шести погибших, еще один пострадавший скончался позже в больнице. В результате удара 12 июля было ранено 12 человек, а 24 июля — 2 были убиты и 5 ранены. В октябре, во время одного из ударов, российские ракеты С-300 за ночь нанесли удар по жилому кварталу Николаева, в результате чего три человека получили ранения.

### Продовольственный кризис

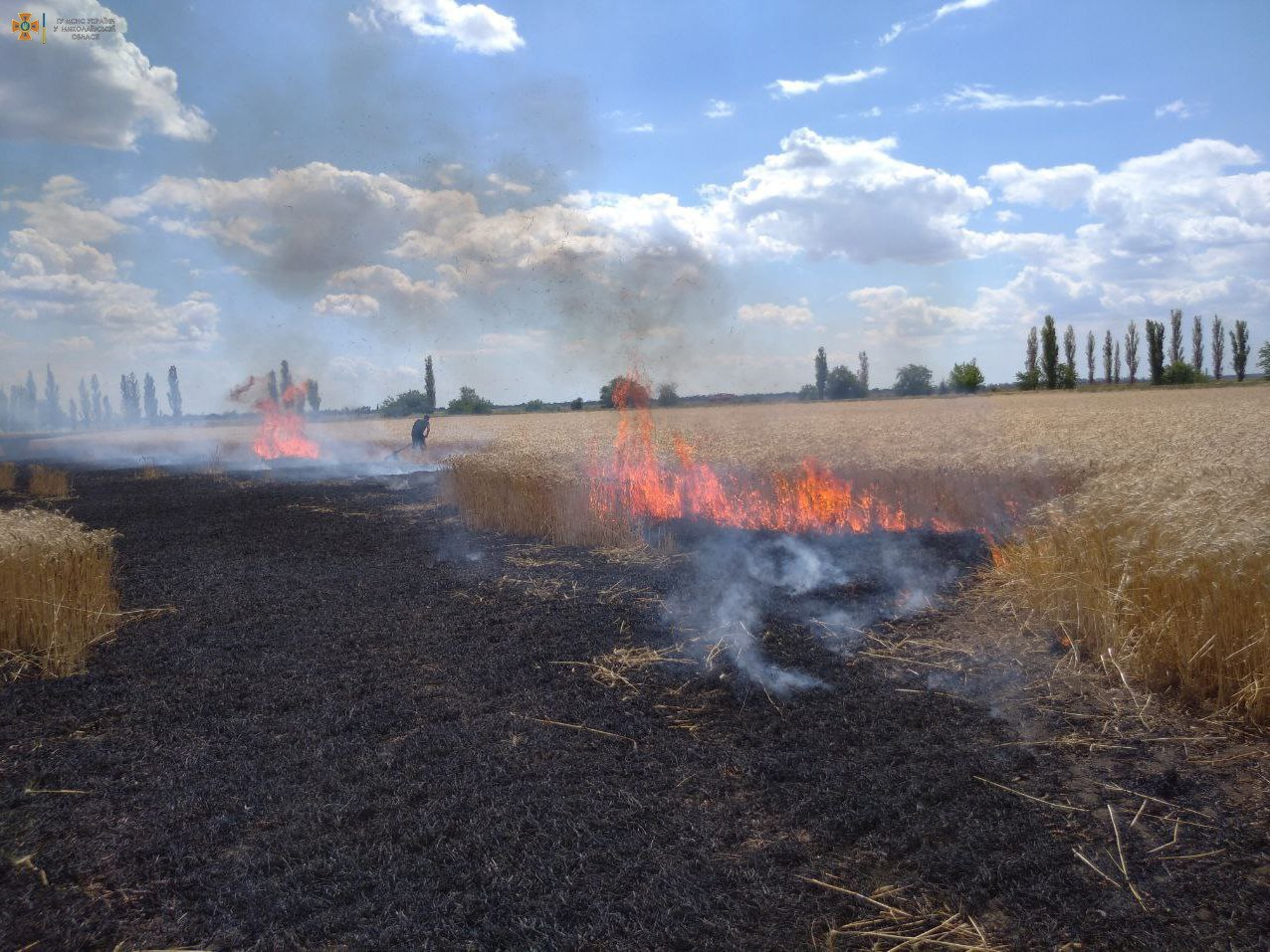
Горящее поле в Николаевской области после российского обстрела, 26 июля 2022 года

Военные действия на территории Николаевской области способствовали усилению мирового продовольственного кризиса — регион является одним из лидеров по урожайности подсолнечника, а через расположенный в городе порт идёт большинство грузоперевозок зерна в Черноморском регионе. Обстрелы портовой инфраструктуры и контроль над выходами из Херсонского и Николаевского привели к разрыву цепочек поставок продовольствия. В свою очередь, это повлияло на обострение продовольственного кризиса и временной нехватке подсолнечного масла из-за приостановки экспорта. 7 июня российские войска уничтожили второй по величине в стране зерновой терминал, расположенный в портовом комплексе «Ника-Тера» недалеко от Николаева. Верховный представитель Союза по иностранным делам и политике безопасности Жозеп Боррель публично осудил действия России — ракетная атака уничтожила 17 тысяч тонн подсолнечного масла на сумму 26 млн долларов. В мае Всемирная продовольственная программа предупредила, что конфликт может привести ещё 47 млн человек во всём мире к «острому голоду», при этом самый резкий рост числа голодающих произойдет в странах Африки к югу от Сахары.
Продолжающиеся в области боевые действия нанесли большой урон зерновым полям — за 2022 год фермеры региона собрали около 2 млн тонн зерновых и зернобобовых культур, что почти в два раза меньше урожая 2021 года. При этом процесс сбора урожая проходил с угрозой жизни для местных фермеров из-за высокой степени заминированности полей. В конце июля при обстреле Николаева погиб бизнесмен Алексей Вадатурский — основатель и владелец сельскохозяйственной компании «Нибулон», специализирующейся на производстве и экспорте пшеницы, ячменя и кукурузы. Президент Украины Владимир Зеленский назвал смерть Вадатурского «большой потерей для всей Украины».

## Комментарии
1. 1 2  Соответствуют территориально Снигирёвской городской и Гороховской сельской территориальным общинам Снигирёвского района Николаевской области Украины.